# Ротари (Прахова)
Ротари (рум. Rotari) насеље је у Румунији у округу Прахова у општини Чептура. Oпштина се налази на надморској висини од 223 m.

## Становништво
Према подацима из 2002. године у насељу је живело 897 становника, од којих су сви румунске националности.